# Nikolái Sumatoshin
Nikolái Sumatoshin es un deportista soviético que compitió en remo.
Ganó una medalla de plata en el Campeonato Mundial de Remo de 1970 y dos medallas de bronce en el Campeonato Europeo de Remo, en los años 1967 y 1971.

## Palmarés internacional
| Campeonato Mundial | Campeonato Mundial      | Campeonato Mundial | Campeonato Mundial |
| Año                | Lugar                   | Medalla            | Prueba             |
| ------------------ | ----------------------- | ------------------ | ------------------ |
| 1970               | St. Catharines (Canadá) | Medalla de plata   | Ocho con timonel   |
| Campeonato Europeo |                         |                    |                    |
| Año                | Lugar                   | Medalla            | Prueba             |
| 1967               | Vichy (Francia)         | Medalla de bronce  | Ocho con timonel   |
| 1971               | Copenhague (Dinamarca)  | Medalla de bronce  | Ocho con timonel   |